# ワールドアパート
ワールドアパートは
1. 1988年制作の映画。→ワールド・アパートを参照のこと。
2. 日本の音楽レーベル、および音楽事務所。H ZETT M、MALCO、コーヒーカラーらが所属。
3. ASIAN KUNG-FU GENERATIONの8枚目のシングル。本稿で記述。

「ワールドアパート」は、2006年2月15日に発売されたASIAN KUNG-FU GENERATIONの8枚目のシングル。

## 解説
シングルとしてはバンド初のオリコン週間チャート1位を獲得した作品。実質的には、ちょうど1ヵ月後に発売されるアルバム『ファンクラブ』からの先行シングルである。
ギターを担当している喜多建介が、作曲をしたことをきっかけにメインボーカルを取った「嘘とワンダーランド」が収録されている。
初回生産分のみステッカー付き、ジャケットをプリントしたディスクになっている。

## 収録曲
1. ワールドアパート
（作詞・作曲：後藤正文）
この曲のタイトルの「アパート」は、住宅のアパートという意味と、「切り離される」という意味を掛けている（CDの発売前にラジオで公言していた）。
バンド唯一のオリコンシングルチャート1位を獲得しているが、ライブではめったに披露されず、2020年の「酔杯2」の初日と3日目に約9年ぶりに披露された。また、ベストアルバムにも収録されていない。
『ファンクラブ』制作中にシングル曲がほしい、というスタッフの要請により急遽書き足された楽曲。
2. 永遠に
（作詞・作曲：後藤正文）
喜多はこの曲を、アルバム『ファンクラブ』の1曲目にしようという意見を持ちかけたことがあった。
3. 嘘とワンダーランド
（作詞:後藤正文 作曲:喜多建介）
元々は喜多が後藤のレコーディングオフの時に伊地知へ持って行った楽曲であり、その時にこのアレンジに喜多のボーカルが合ったらカッコいいんじゃないかというアイデアで製作された。また、後藤以外のメンバーが単独で作曲を手掛けたのは初であり、この為後藤は初めて作曲から離れた。
カップリング曲でありながらライブで演奏されることも多く、ライブでも喜多がボーカルを務める。

全編曲：ASIAN KUNG-FU GENERATION

## 収録アルバム
- ファンクラブ (#1)
- フィードバックファイル (#2,3)